# Richie Campbell
Richie Campbell (Newcastle, Ausztrália, 1987. szeptember 18. –) ausztrál vízilabdázó, aki részt vett a 2008. évi és a 2012. évi nyári olimpián.